# Gut Dalheim

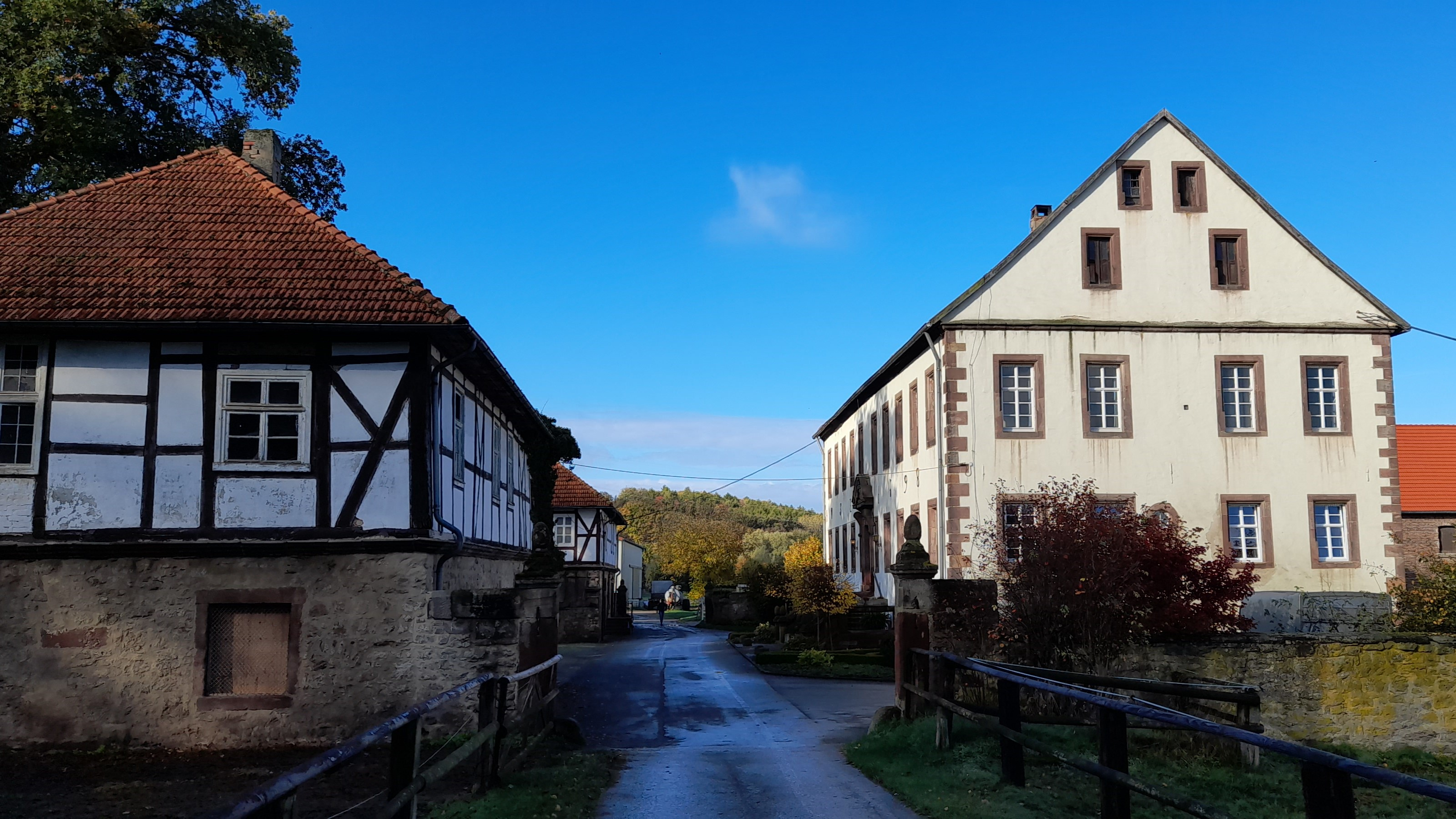
Zufahrt vom Dorf (2022)

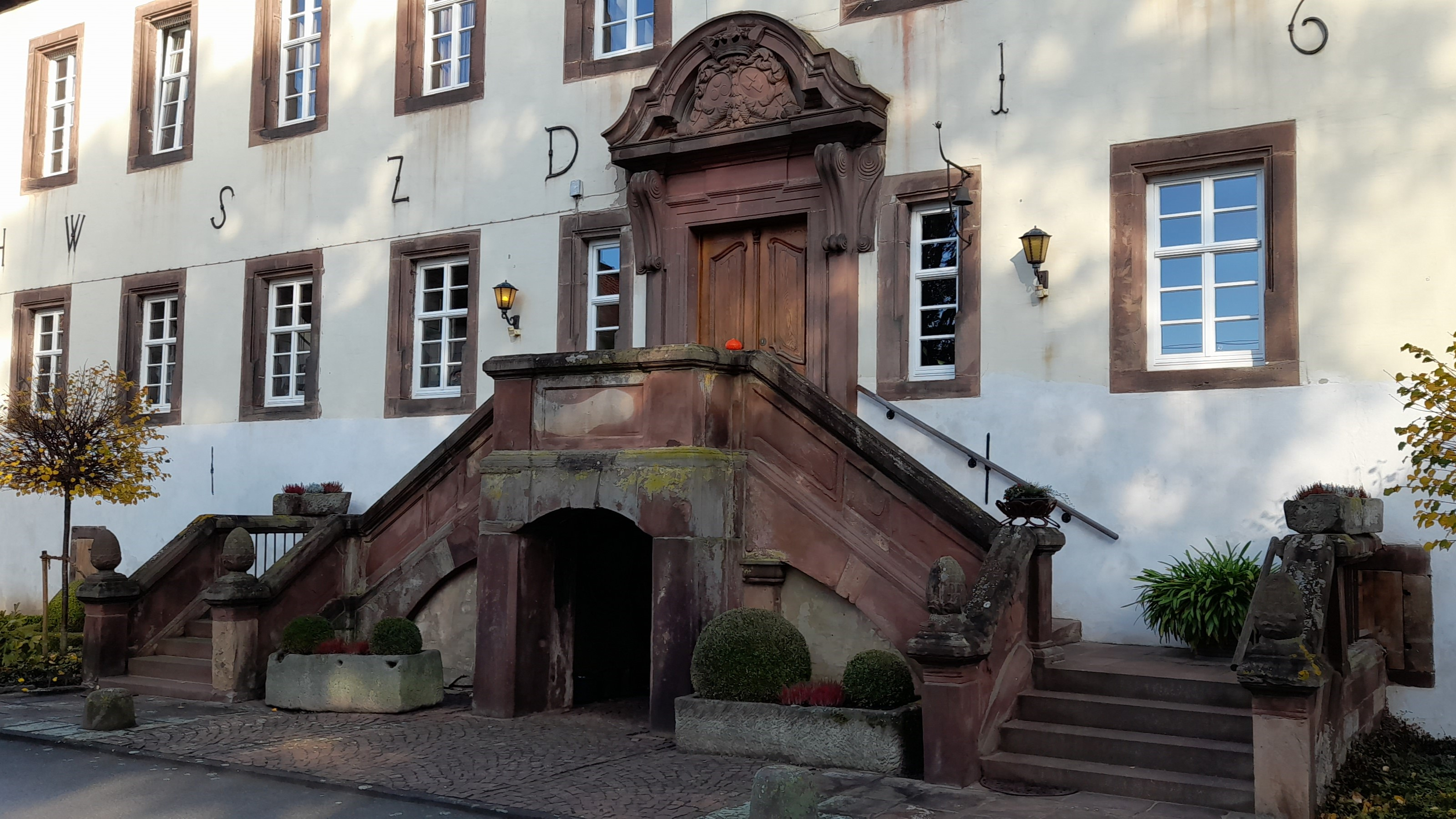
Das Herrenhaus (2022)

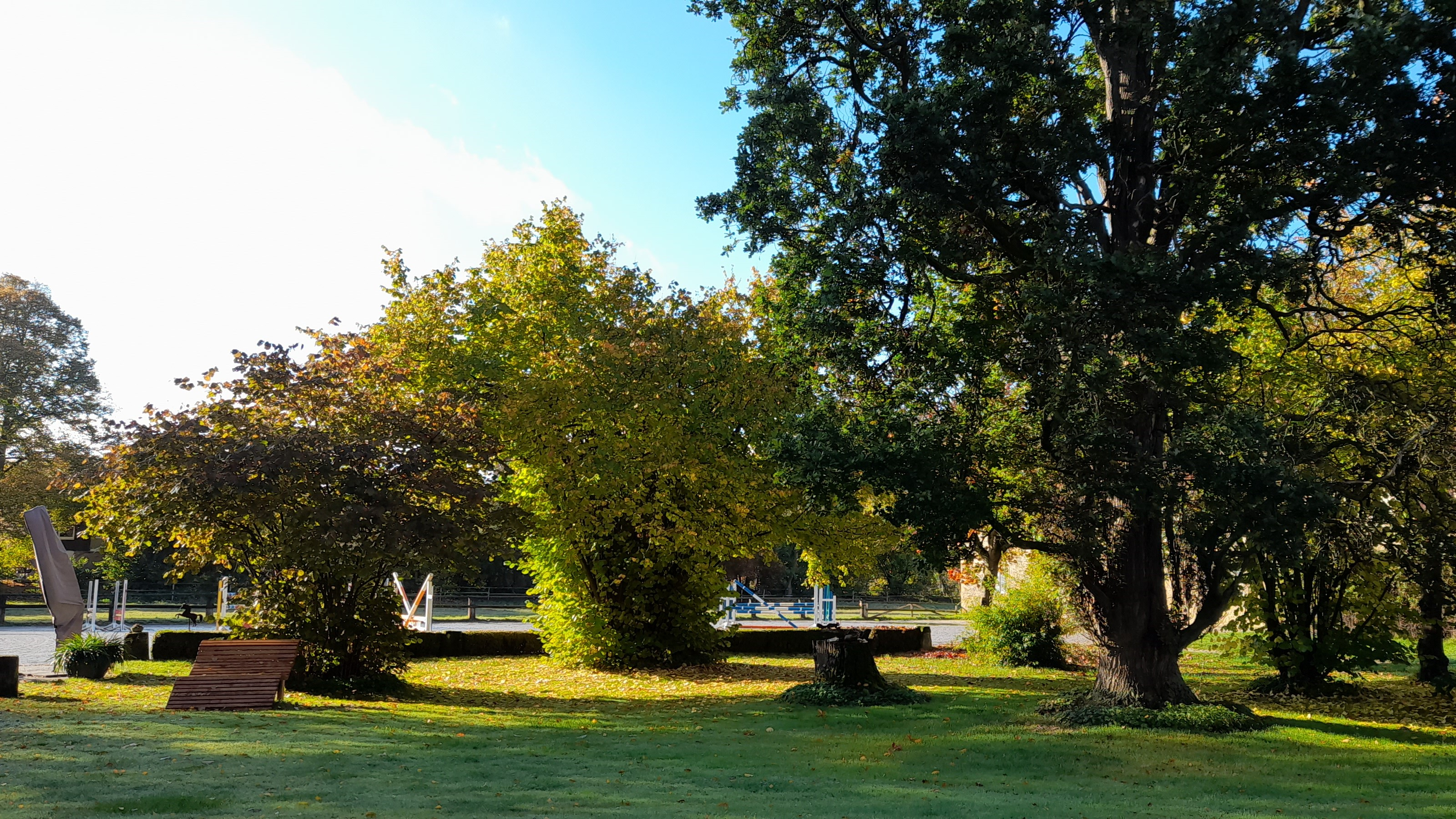
Park und Tournierplatz (2022)

Gut Dalheim ist ein ehemaliges Rittergut in Dalheim bei Warburg. Das 1698 erbaute schlossartige Herrenhaus steht unter Denkmalschutz.

## Geschichte
Das ursprünglich in Besitz der Familie von Spiegel zum Desenberg befindliche Gut wurde um 1400 von Hinrich Algadessen bewirtschaftet. Nach dessen Verzicht 1427 wurden der Priester Henryk von Steynheim und seine Brüder Johan und Borchard mit dem Gut belehnt. Während des Dreißigjährigen Krieges fiel es an die Familie von Spiegel zurück. Hermann Wilhelm von Spiegel zum Desenberg ließ 1698 das noch bestehende zweigeschossige Herrenhaus errichten. 1928 verkaufte die Familie von Spiegel das Gut an die Familie von Vittinghoff-Schell, die es zunächst an eine Familie Reinking verpachtete. Seit 1961 befindet sich der Betrieb im Besitz der Familie Albersmeier. Auf 117 ha landwirtschaftlicher Nutzfläche werden Getreide und Raps angebaut. 30 ha Grünland dienen der Weidehaltung und der Gewinnung von Grundfutter. Heute  widmet sich die Familie vor allem der Pferdezucht.

## Gebäude
Das langgestreckte Herrenhaus hat einen hohen Kellersockel und zwei Geschosse. Darüber befindet sich ein einfaches Satteldach mit Fledermausgauben. Das mittige reichverzierte Barockportal wird durch eine doppelläufige Freitreppe aus Sandstein erschlossen. Die beiden Wappen über dem Portal zeigen drei Spiegel und drei Pflugscharen. Die Maueranker auf der Fassade geben die Initialen des Bauherrn und das Baujahr wieder: H W S Z D 1 6 9 8. Im Inneren sind noch Teile der barocken Ausstattung erhalten, darunter Supraporten, Gemälde der Vorfahren derer von Spiegel, verzierte Stuckbalkendecken, Wandvertäfelungen und ein gusseiserner Ofen.
Südlich vor dem Hauptgebäude befinden sich zwei symmetrisch angeordnete Kavaliershäuschen mit Fachwerkobergeschossen. Sie sind durch ein Abschlussgitter verbunden. Dahinter schließt sich der parkartig gestaltete Garten an. Nördlich des Hauptgebäudes liegt ein Wirtschaftshof, der durch Wirtschaftsgebäude aus dem 19. Jahrhundert eingefasst ist.